# Balayan
Balayan (Bayan ng Balayan) är en kommun i Filippinerna. Kommunen ligger på ön Luzon, och tillhör provinsen Batangas. Folkmängden uppgår till 90 699 invånare år 2015.

## Barangayer
Balayan är indelat i 48 barangayer.
| - Baclaran - Barangay 1 (Pob.) - Barangay 10 (Pob.) - Barangay 11 (Pob.) - Barangay 12 (Pob.) - Barangay 2 (Pob.) - Barangay 3 (Pob.) - Barangay 4 (Pob.) - Barangay 5 (Pob.) - Barangay 6 (Pob.) - Barangay 7 (Pob.) - Barangay 8 (Pob.) - Barangay 9 (Pob.) - Barangay 10 - Barangay 11 - Barangay 12 - Calan - Caloocan - Calzada | - Canda - Carenahan - Caybunga - Cayponce - Dalig - Dao - Dilao - Duhatan - Durungao - Gimalas - Gumamela - Lagnas - Lanatan - Langgangan - Lucban Putol - Lucban Pook | - Magabe - Malalay - Munting Tubig - Navotas - Patugo - Palikpikan - Pooc - Sambat - Sampaga - San Juan - San Piro - Santol - Sukol - Tactac - Taludtud - Tanggoy |